# گیل باگز
گیل باگز (به انگلیسی: Gail Boggs) (زاده ۱۰ اوت ۱۹۵۱) بازیگر آمریکایی است.
از فیلم‌های معروف او می‌توان به بازی در روح، سوی موفرفری اشاره کرد.